# Helia (djur)
Helia är ett släkte av fjärilar. Helia ingår i familjen nattflyn.

## Dottertaxa tillHelia, i alfabetisk ordning[1]
- Helia aezica
- Helia albibasalis
- Helia albirena
- Helia americalis
- Helia amoena
- Helia anguinea
- Helia argentipes
- Helia bilunulalis
- Helia caliginosa
- Helia calligramma
- Helia calvaria
- Helia celita
- Helia compacta
- Helia cruciata
- Helia cymansis
- Helia dentata
- Helia digna
- Helia discalis
- Helia diversa
- Helia dives
- Helia erebea
- Helia exsiccata
- Helia extranea
- Helia frontalis
- Helia hermelina
- Helia homopteridia
- Helia macarioides
- Helia mollealis
- Helia phaealis
- Helia subjugua
- Helia subnigra
- Helia vitriluna
- Helia yrias